# Боньча (герб)
Бонча або Боньча (пол. Bończa) — шляхетський герб італійського походження. Вперше згадується в 1396 році в судових книгах. Також відомий як «Головоріг» (пол. Głoworożec) або «Єдиноріг» (пол. Jednorożec).

## Опис
Малий герб Бонча являє собою щит блакитного кольору, на якому розташовано білого єдинорога. Положення останнього на щиті мінялося залежно від епохи. Найчастіше його зображали таким що крокує або стрибає праворуч, з піднятими передніми ногами; рідше — навсторч.
Великий герб Бонча базується на малому і включає в себе шолом, баронську корону, намет блакитного кольору, підбитий білим кольором, і нашоломник у вигляді половини стоячого єдинорога, зображеного на щиті.
Головна гербова фігура Бончі є міфічною істотою. У творах античних авторів Страбона, Плінія, Еліана, Соліна та інших єдинорога зображають як тварину схожу на коня за обрисами і розмірами, але шиєю оленя; на голові він має один ріг, довжиною у два-три лікті; хвіст подібний до кабанячого; ноги єдинорога нагадують слонячі, проте бігає він швидше за слона. Ріг єдинорога має чудодійну силу знешкоджувати будь-які отрути. Античні автори зазначають, що нікому не вдавалося спіймати цю тварину дорослою живцем, хоча деякі мисливці інколи ловлять молодих особин. Для цього використовують вродливих і гарно вбраних дівчат, побачивши яких єдиноріг забуває своє дикунство, стає слухняним немов ягня і грається з ними допоки не засне. Тоді мисливці кидаються на нього і зрізають ріг.
У християнській середньовічній Європі єдиноріг виступав символом Ісуса Христа, як алегорія Благовіщення та персоніфікація Господа, народженого непорочною Дівою Марією. Остання порівнювалася з вродливою дівчиною, з якою грається єдиноріг.
У геральдиці мотив єдинорога набув популярності у 15 столітті. Цей символ уособлював доброчесність, обережність, чистоту, цноту та самопожертву. Єдинорога часто зображали у вигляді коня з рогом, борідкою, хвостом геральдичного лева, ногами антилопи та парними копитами. У Східній Європі, зокрема в Короні Польській і Великому князівстві Литовському, був відомий один герб з єдинорогом — «Бонча», який також мав назви «Єдиноріг», «Одноріг», «Головоріг» та інші.

### Зразки
Нижче подаються описи і зображення герба Бонча з основних польських гербовників 15 — 20 століть.
- 1462 — Ян Длугош: «…білий єдиноріг у полі небесному»[9].

- 1584 — Бартош Папроцький: «…білий єдиноріг у полі блакитному»[10].

- 1597 — Марцін Бельський: «…білий єдиноріг у полі блакитному»[11].

- 1650 — Войцех Коялович: «…білий єдиноріг припіднятий у бігу. Поле блакитне, в шоломі половина єдинорога…»[12].
- 1695 — Вацлав Потоцький у поетичному гербовнику «Почет гербів шляхти Корони Польської і Великого Князівства Литовського» (Poczet herbów szlachty Korony Polskiej i Wielkiego Księstwa Litewskiego) склав вірш на герб Бонча[13]:
- 1728 — Каспер Несецький: «У полі блакитному білий єдиноріг, подібний на коня, що здіймає вгору передні ноги, ніби поспішно біжить у правий бік щита, і має на чолі конусоподібний ріг: над шоломом і короною половина такого єдинорога, який на щиті»[14].

- 1797 — Гербовник Царства Польського: «У небесному полі білий єдиноріг, вправо. У наверші шолому половина такого єдинорога»[15]

- 1903 — Сигізмунд Глогер: «… у полі синьому білий кінь з рогом, що стирчить у чола»[16].

## Видозмінені герби
За Гербовником Царства Польського:
- У небесному полі білий єдиноріг, пересічений золотим півмісяцем рогами вправо, дещо вгору оберненими; у верхнього рогу три зірки шестикутні золоті у вигляді трикутника, скерованого основою додолу.
У наверші шолому половина білого єдинорога вправо."[17]

Використовували: Мясковські, Стемпінські.
- У небесному полі білий єдиноріг, з зеленим вінком на шиї. У наверші шолому п'ять страусових пір'їн.[18]

Використовували: Рутковські.
- У червоному полі білий єдиноріг, вправо. У наверші шолому половина такого єдинорога.[19]

Використовували: Скаржинські, Герберські, Желасинські, Желазінські.

## Походження
Достовірних письмових свідчень про походження Бончі немає. Результати дослідників геральдики 2-ї половини 20 століття показують, що перші герби з'явилися у 12 столітті в Західній Європі, а герби з єдинорогом набули популярності в 15 столітті. Втім герольди 16 — 18 століть одностайно вважали, що до Східної Європи Бонча була занесена з Італії через Польщу у 10 столітті, невдовзі після прийняття поляками християнства.
Так, за однією гіпотезою герб з єдинорогом до Польщі вперше приніс Клемент, єпископ Крушвицький або Куявський. Він прибув у 994 році на місце першого єпископа Люцида за дозволу Папи Римського, Бенедикта VII, і був згодом похований у Смогорево. Так пише Б. Папроцький, цитуючи Я. Длугоша. Проте останній стверджував, що в 1005 році Клемент заступив покійного Урбана на кафедрі Вроцлава в Сілезії, а не Крушвиці, і помер 1027 року. Гіпотезу Папроцького заперечував С. Дамалевич, який дослідив послідовність єпископів Крушвицьких або Куявських від стародавніх часів до 17 століття і не знайшов відомостей про цього Клемента. К. Несецький вважав, що, зважаючи на дані Папроцького, Клемент мусив бути єпископом Смогорево, а не Крушвиці чи Куявії.
За іншою гіпотезою герб з єдинорогом приніс до Польщі знатний чоловік з Італії на ім'я Мир або Мерб, який прибув разом з Прокульфом, єпископом Краківським. Цього чоловіка люб'язно прийняв польський монарх Мечислав і наділив маєтками. Брат Мира, Клемент отримав єпископію в Крушвиці, а сам Мерб заснував поселення біля Козловського маєтку в Мазовії, неподалік Червенська, яке назвав Бонча. За переказами нащадки засновника володіли цим поселенням до 16 століття.
На думку С. Окольського справжнім іменем Мира було Боніфацій, що польською звучало як Бонча, тому його самого, його герб і маєтки також звалися Бончею. Крім цього, чоловік походив з родини Бонтемпо, що італійською означало «добрий час», а в польській перетворилося на Бонча. Б. Папроцький згадує двох синів Мерба під 1061 роком — Миколая і Богуша, які в листах підписувались як «NN з Встеклиць». Ламберт Зула, єпископ Краківський, доручив їм разом зі святим Станіславом Мучеником Краківську канонію..

## Роди
У Короні Польській і Великому князівстві Литовському герб Бонча, як і інші шляхетські герби, надавався або затверджувався монаршим привілеєм. На відміну від Західної Європи, в якій кожний рід мав свій оригінальний герб, в Польщі, Литві і Русі декілька неспоріднених родів, зазвичай, належали до одного визначеного гербу, що не змінювався. Ця система породила унікальний звичай іменування шляхтичів, коли окрім імені і родового прізвища вказувалась назва гербу: наприклад, Стефан Хмелецький гербу Бонча або Ян Фредро гербу Бонча. Поступово гербове ім'я стало невід'ємною частиною імені, перетворившись у подвійні прізвища як Бонч-Осмоловський або Бонч-Бруєвич.
Загалом до герба «Бонча» належало понад 140 шляхетських родин, а слово «Бонча» стало частиною прізвищ близько 240 осіб.
| Б - Бабіновські (Babinowski) - Бабінські (Babiński) - Бадені (Badeni) - Бадовські (Badowski) - Баневичі (Baniewicz) - Баньковські (Bańkowski) - Барвіковські (Barwikowski) - Бартиновські (Bartynowski) - Бартошевські (Bartoszewski) - Бартошинські (Bartoszyński) - Барщевські (Barszczewski) - Бернати (Bernat) - Беронські (Bieroński) - Бистрицькі (Bystrzycki) - Білобреські (Białobrzeski) - Біневичі (Biniewicz) - Богдани (Bohdan) - Богдановичі (Bohdanowicz) - Богдевичі (Bogdziewicz) - Богуневські (Boguniewski) - Бонецькі (Bonecki) - Бонєцькі (Boniecki) - Боницькі (Bonicki) - Бонкевичі (Bonkiewicz) - Боньки (Bońko) - Бороденки (Borodenko) - Бородзиці (Borodzic) - Бородзичі (Borodzicz) - Бохдани (Bochdan) - Боярські (Bojarski) - Брацейовські (Braciejowski) - Брацеєвські (Braciejewski) - Бреські (Brzeski) - Бриські (Brzyski) - Брозицькі (Brozicki) - Бруєвич (Brujewicz) - Брустовські, Берестовські (Brzostowski) - Бузи (Buza) - Буковські (Bukowski) - Букшевські (Bukszewski) - Бурнецькі (Burnecki) В - Вансоські (Wąsoski) - Вансоцькі (Wąsocki) - Васьневські (Waśniewski) - Васьньоські (Waśnioski) - Вельги (Wielgo) - Вельговичі (Wielgowic) - Верховські (Wierzchowski) - Виспянські (Wyspiański) - Вільги (Wilga) - Вільгерди (Wilgierd) Г - Гавські (Gawski) - Гаспарські (Gasparski) - Гачковські (Gaczkowski) - Годимирські (Godzimierski) - Годковські (Godkowski) - Годлевські (Godlewski) - Гозимирські (Gozimierski) - Голашевські (Gołaszewski) - Голяни (Golian) - Готтартовські (Gottartowski) - Гроховські (Grochowski) - Гуліньскі (Guliński) - Гульбіньські (Gulbiński) Д - Далановські (Dalanowski) - Домагальскі (Domagalski) - Дрилінські (Dryliński) - Дигульскі (Dygulski) Ж - Желасинські (Żelasiński) - Желазінські (Żelaziński) - Жолкевські (Żółkiewski) - Жребецькі (Żrebiecki) - Жребецькі (Źrebiecki) З - Заверські (Zawerski) - Захетри (Zachert) - Здройковські (Zdrojkowski) - Здройковські (Zdroykowski) - Зімнохи (Zimnoch) - Зребецькі (Zrebiecki) - Зржебецькі (Zrzebiecki) | І - Іжицькі (Iżycki) Й - Йодловські (Jodłowski) К - Карговські (Kargowski) - Керські (Kierski) - Клоди (Kłoda) - Клоновські (Klonowski) - Крайови (Krajow) - Краковецькі (Krakowiecki) - Кракови (Kraków) - Кревські (Krzewski) - Креські (Krzeski) - Кулацькі (Kułacki) - Кулвіньські (Kulwiński) - Куницькі (Kunicki) Л - Лінчовські (Linczowski) - Лісовські (Lisowski) - Ліссовські (Lissowski) - Любецькі (Lubecki) - Любковські (Lubkowski) - Локуцеєвські (Łokuciejewski) - Локуцевські (Łokuciewski) - Любковські (Łubkowski) - Любковські-Бужи (Łubkowski Buża) М - Марковичі (Markowicz) - Марковські (Markowski) - Мясковські (Miaskowski) - Мечковські (Mieczkowski) - Мерби (Mierzb) - Мікуловські (Mikułowski) - Мілевські (Milewski) - Модзелевські (Modzelewski) - Моранецькі (Moraniecki) Н - Нагорні (Nagórny) - Небреговські (Niebrzegowski) - Недабильські (Niedabylski) - Недобильські (Niedobylski) О - Оздовські (Ozdowski) - Оленікови (Olenikow) - Олфінери (Olfinier) - Осмоловські (Osmołowski) - Осмольські (Osmolski) - Осмольські (Osmólski) - Осмульскі (Osmulski) - Оттенхаузени (Ottenhausen) П - Парницькі (Parznicki) - Пархвіци (Parchwic) - Пенцули (Pencuła) - Печиньський (Pieczyński) - Піоро (Pióro) - Плоньчики (Płończyk) - Покривницькі (Pokrzywnicki) - Поструські (Postruski) - Поструцькі (Postrucki) - Правідльницькі (Prawidlnicki) - Прахвичі (Prachwicz) - Привінські (Przywiński) Р - Радавецькі (Radawiecki) - Ратовти (Ratowt) - Рибчевські (Rybczewski) - Рибчовські (Rybczowski) - Романенки (Romanenko) - Романечки (Romaneczko) - Романовські (Romanowski) - Романченки (Romanczenko) - Рудзевицькі (Rudziewicki) - Рутковські (Rutkowski) - Рушковські (Ruszkowski) | С - Сварачевські (Swaraczewski) - Скаринські (Skarzyński) - Скаржинські (Skarżyński) - Скварські (Skwarski) - Скоковські (Skokowski) - Скоровські (Skorowski) - Скочевські (Skoczewski) - Скридлевські (Skrzydlewski) - Скринецькі (Skrzynecki) - Скроновські (Skronowski) - Снавацькі (Snawacki) - Сметанки (Śmietanka) - Соліковські (Solikowski) - Сохи (Socha) - Сребецькі (Srzebiecki) - Степіньські (Stępiński) - Стогнєви (Stogniew) - Стребелінські (Strzebieliński) - Стребецькі (Strzebiecki) - Стрельбицькі (Strzelbicki) - Стрешковські (Strzeszkowski) Т - Табішевські (Tabiszewski) - Томашевські (Tomaszewski) - Томашовські (Tomaszowski) - Торошовські (Toroszowski) - Требецькі (Trebecki) - Тренбецькі (Trębecki) - Тростелі (Trościel) - Трощелі (Troszczel) - Трушковські (Truszkowski) - Турно (Turno) - Туробойські (Turobojski) - Туробойські (Turoboyski) У - Уздовські (Uzdowski) - Ушдовські (Uszdowski) Ф - Фінки (Fink) - Фокси (Fox) - Францесони (Franceson) - Фредро (Fredro) Х - Халецькі (Chalecki) - Харленські (Charlęski) - Харховські (Charchowski) - Хилинські (Chyliński) - Хіларські (Chilarski) - Хмелецькі (Chmielecki) - Хоботковські (Chobotkowski) - Ходновські (Chodnowski) - Ходосовські (Chodosowski) - Хометовські (Chomętowski) - Храпеки (Chrapek) - Хростіховські (Chrościchowski) - Хростеховські (Chrościechowski) - Хростейовські (Chrościejowski) - Хростіковські (Chrościkowski) - Хрустіковські (Chruścikowski) Ч - Чижиковські (Czyżykowski) - Чихоші (Cichosz) Ш - Шабловські (Szabłowski) - Шабльовські (Szablowski) - Шаревичі (Szarewicz) - Шереньські (Szerzeński) - Шериньські (Szerzyński) - Шершеньські (Szerszeński) - Шишиловичі (Szyszyłowicz) - Шусковські (Szyskowski) - Шушковські (Szuszkowski) Я - Яблоньські (Jabłoński) - Яцимирські (Jacimierski) - Яцимирські (Jacimirski) |

## Міста гербові
- Віштинець

8 вересня 1570 року польський король і великий князь литовський Сигізмунд II Август надав місту Віштинець Трокайського воєводства у Великому князівстві Литовському магдебурзьке право і герб «Єдиноріг». Місто мало власну печатку з зображенням єдинорога та написом «Печатка міста Віштинця вільного» р. 1570 («Pieczęć miasta Wisztyńca wolnego» r. 1570).
- Немирів

1580 року польський король і великий князь литовський Стефан Баторій дарував привілей, яким надавав місту Немирову Руського воєводства у Короні Польській магдебурзьке право і герб «Єдиноріг».

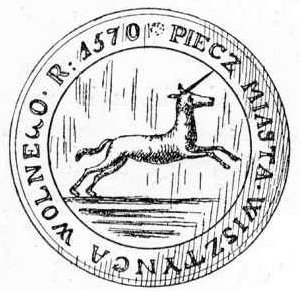
«Печатка міста Віштинця Вільного» 1570 року
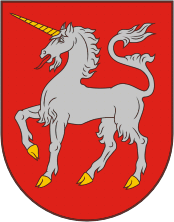
Сучасний герб містечка Віштинець
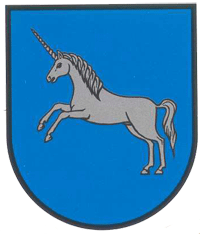
Герб містечка Немирова